# Ebenopsis
Genre
Ebenopsis  est un genre de plantes à fleurs dicotylédones de la famille des Fabaceae, sous-famille des Mimosoideae, originaire d'Amérique du Nord, qui comprend trois espèces acceptées.

## Liste d'espèces
Selon The Plant List (3 décembre 2018) :
- Ebenopsis caesalpinioides (Standl.) Britton & Rose
- Ebenopsis confinis (Standl.) Barneby & J.W.Grimes
- Ebenopsis ebano (Berland.) Barneby & J.W.Grimes